# Zănogi
Zănogi románul: Zănogi, falu Romániában, a Bánságban, Krassó-Szörény megyében.

## Fekvése
Somosréve (Cornereva) mellett fekvő település.

## Története
Zănogi korábban Somosréve (Cornereva) része volt. 1956 körül vált külön településsé 56 lakossal.
1966-ban 190, 1977-ben 160, az 1992-es népszámláláskor pedig 159 román lakosa volt.